# ダマスス2世 (ローマ教皇)
ダマスス2世（Damasus II、? - 1048年8月9日）は、ローマ教皇（在位：1048年7月17日 - 1048年8月9日）。
バイエルン出身で、名はポッポ（Poppo）という。教皇となる以前はブレッサノーネ司教であった。神聖ローマ皇帝ハインリヒ3世によって指名された2人目の教皇であり、またドイツ人教皇としては3人目となる。
1047年のクリスマス、ザクセンの都市ポルテに滞在中のハインリヒ3世のもとにローマ市民から使者が送られ、教皇クレメンス2世の死が伝えられた。そしてローマのパトリキウスたる皇帝によって後継者が任命されることとなった。このとき特使は、イタリア語を流暢に話しローマ市民からの信任も篤いリヨン大司教アリナール（Halinard）の名を候補として挙げた。しかしハインリヒ3世は1048年1月にポッポを指名した。ローマのラテラン宮殿を占拠していた教皇ベネディクトゥス9世を追放したのち、ポッポはローマに入城、1048年7月17日にダマスス2世の名で教皇に就任する。
しかしダマスス2世は就任23日後、避暑に訪れたパレストリーナにて死去した。その遺骸はローマ市内のサン・ロレンツォ・フオーリ・レ・ムーラ大聖堂に葬られた。ダマスス2世の早い死については、毒殺説やマラリア病死説などが唱えられている。